# Pierre de Saluces
Pierre de Saluces, en latin Petrus de Saluciis, mort en septembre 1412, est religieux, un évêque de Mende et comte de Gévaudan, du début du XVe siècle. 

## Biographie

### Origines
La date de naissance de Pierre de Saluces reste inconnue, mais il est dit originaire de Savoie. Il est le fils du marquis de Saluces  (en italien Saluzzo), Frédéric II, et de Béatrice de Genève (it),,. La famille des marquis de Saluces est originaire du Piémont.
Sa mère est l'héritière des titres et bien de son père, Hugues de Genève, issu des comtes de Fenève. Elle est également parente avec le pape Clément VII (Robert de Genève, 1378-1394),.
Il a notamment pour frères, : Thomas, héritier du marquisat, et Amédée, cardinal et évêque de Valence.

### Carrière religieuse
À partir de 1382, il est chanoine d'Amiens, jusqu'à la résignation de sa prébende, en 1389. Il devient chanoine-comte de Lyon, en 1402. Il reçoit la permission de porter l'habit de l'Église de Lyon, comme s'il était
encore chanoine, après son accession à l'épiscopat.
Il devient alors docteur en décret en 1409. C'est cette année-là que l'évêque de Mende, Guillaume de Boisratier, renonce à l'évêché de Mende.

### Épiscopat
Le franciscain Konrad Eubel (en) (Hierarchia catholica) indique qu'il monte sur le trône épiscopal de Mende, à partir du 24 juillet 1409. Ph. Maurice (2004) considère que Guillaume de Boisratier n'aurait résigné que le 21 octobre, repoussant la prise de possession de l'Église de Mende par que le 7 décembre 1410. L'accession à l'évêché lui confère le titre de comte de Gévaudan, ce titre étant dévolu aux évêques de Mende, depuis l'acte de paréage signé en 1307 par le roi et Guillaume VI Durand.
Pierre de Saluces meurt en septembre 1412.